# 1410年代
1410年代（せんよんひゃくじゅうねんだい）は、西暦（ユリウス暦）1410年から1419年までの10年間を指す十年紀。

## できごと

### 1410年
- タンネンベルクの戦い。

### 1414年
- コンスタンツ公会議(〜1418年)。
  - 教会大分裂の収束、ヤン・フスの断罪。

### 1415年
- エンリケ航海王子、セウタを攻略。
- アザンクールの戦い（百年戦争）。

### 1419年
- 1419年〜　フス戦争。